# バブルサッカー
バブルサッカーは、北欧ノルウェーで生まれたバブルボール（英名:バンパーボール）を身に付けてお互いに押し合いながらサッカーをするスポーツである。

## 歴史・概要

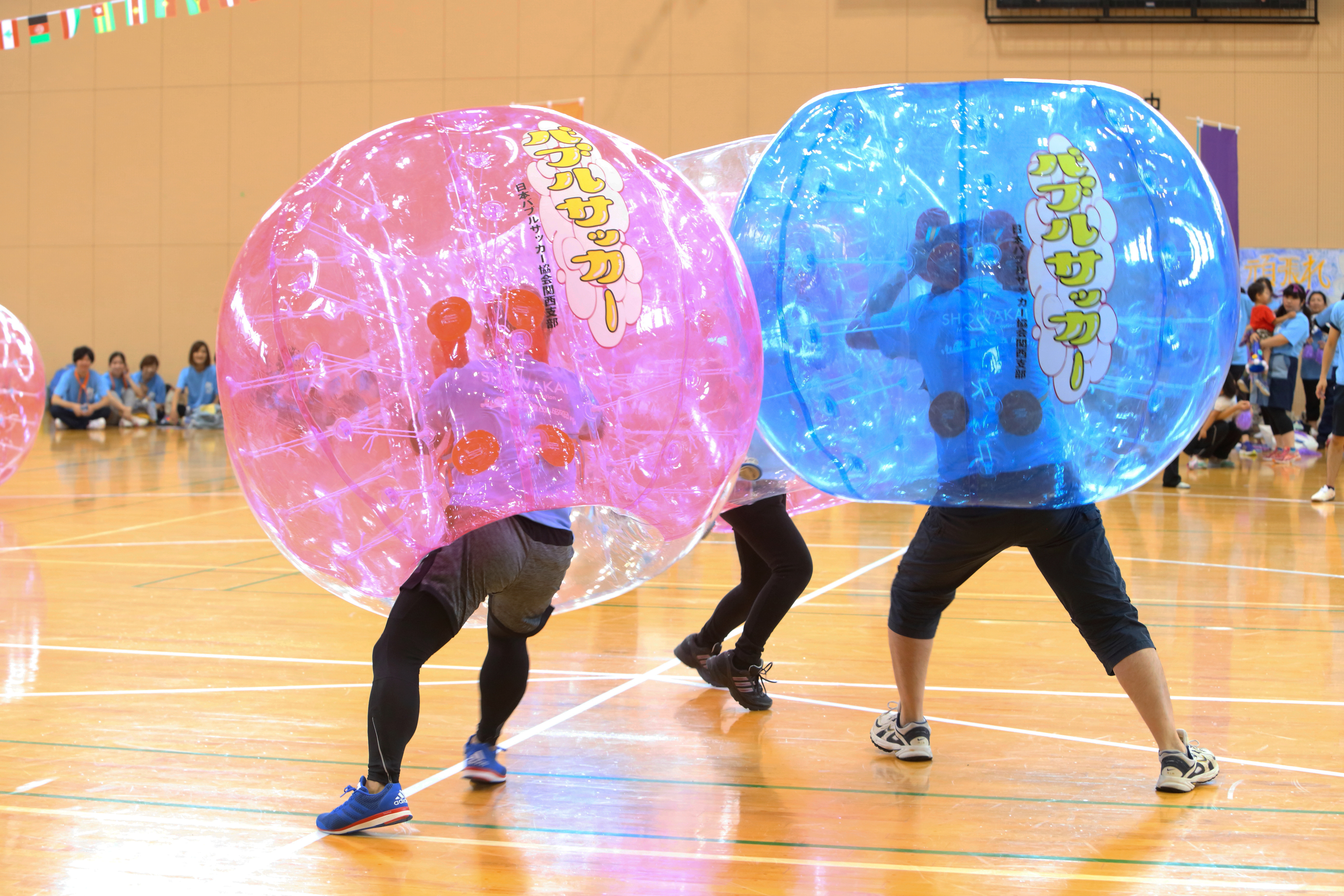
バブルサッカー協会関西支部モデル（大人用/青・ピンク）重量およそ８キログラム

2009年ごろ、ノルウェーのバラエティ番組「Golden Goal」とFUNBALLZの企画でバブルサッカーが新しいスポーツとして取り上げられた。その後、YouTube等の動画投稿サイトやテレビ番組で話題となりヨーロッパからアメリカ、アジアと世界中でプレイされるようになった。
世界的にはIBFA（International Bubble Football Association）が設立され、2016年11月にはワールドカップがタイで開催される予定である（2021年現在までに開催実績はない）。日本国内予選はIBFA JAPANによって2016年度中に実施され、代表選手が決定される。参加した人には誰でも日本代表になる可能性がある。

## 日本バブルサッカー協会
日本では2014年にコピーライターの 澤田智洋らのグループがクラウドファンディングを使い、日本初の公式団体として「日本バブルサッカー協会」を設立している。その後東京支部、関西支部が中心に全国的に活動。メディア掲載やイベント、レンタル、販売などで多数の実績を誇る。
2016年よりバブルサッカー協会関西支部にて主に小学生を対象とした子ども用バブルボールが取り扱い開始されている。
2017年頃からは企業運動会の種目としてバブルロワイヤル、バブルリレー、バブル倒しなどが玉入れや綱引きと一緒に行われる企画が増えている。
2019年よりバブルサッカー協会関西支部より2-3歳から未就学児を対象とした幼児用バブルボールが導入されている。
2021年6月日本バブルサッカー協会が本部が大阪に移行。会長に関西支部代表の 松森勇貴 氏が就任している。
同月よりエアー式バブルサッカーコートが導入。その大きさはコートが25m×15m、ゴールが幅3.5m×高さ2.5mとなっている。

## ルール
世界的に統一されたルールはなく、それぞれの国で自由に試合が行われている。
- 日本では4人対4人もしくは5人対5人で行われることが多い。
- 試合時間は5分や10分ということが多いようである。
- 試合は各プレイヤーが直径1.5メートル、重さ13キログラムのBUMPER（バブルボール）というバブルボールに身を包み試合を行う。
- 2018年現在バブルサッカー協会公式バブルボールは重さ8キログラムのBUMPER（バブルボール）を開発、運営している。
- バブルボールを身に付けた者をバブリストと呼ぶ。
- 試合開始はセンターサークルに置かれたボールに両サイドから走ってぶつかり合うところからスタート（バブルアタック）する。
- そのあとはフットサルとほぼ同じルールで試合がなされる。
- バブルサッカーではボールを持っていないプレイヤーに体当たりすることも可能。
- 反則は①コート外に出たプレイヤーへの体当たり、②真後ろからの体当たり、③バブルボールにボールが入った状態（バブルイン）で保持し続けること。

## バブルボールを使った遊び
バブルロワイヤル：バブルボールを着用した多人数での相撲
バブル相撲：バブルボールを着用した1対1の相撲
バブルリレー：バブルボールを着用したリレー。体当たり可や敵味方で反対周りにしたりすることで幅が広がる。
バブル積み上げ：バブルボールを何個高く積めるか、決まった個数を早く積み上げるかを競う。
人間バブル転がし：バブルボールを背負って横に寝た状態の人を味方が大玉転がしのように転がして競争する。

## テレビやYouTubeの例
2023年にはチャンネル登録者数1100万人のYouTuberヒカキンの「Hikakin TV」（タイトル『ワールドカップ試合直後にゴミ拾いしたらゴミの量ヤバすぎだろ…』）ではヒカキン、セイキン、はじめしゃちょー、Fischer’sのンダホ、サッカーYouTuberのLISEMなどがバブルサッカー対決をしている。
その他、テレビ番組でも数多く登場している
- 明石家電視台
- おはよう日本
- Nスタ
- ヒルナンデス
- 第一話
- 情報7days
- リア突WEST など多数